# Torres Carlos Antúnez
Las Torres Carlos Antúnez se encuentran en la comuna de Providencia, Región Metropolitana. Su localización es Av. Providencia con Av. Carlos Antúnez, por la calle trasera se encuentra con la Avenida Doctor Luis Midleton y se encuentra al costado de la Parroquia de Nuestra Señora de la Divina Providencia. 
Estas torres fueron diseñadas en los años 1953-1956 por los arquitectos Carlos Barella I. e Isaac Eskenazi. Su construcción fue entre 1957 y 1968, se ubican al costado de la Unidad Vecinal Providencia y en la década de los 70 y 80 fueron uno de los edificios residenciales más importantes de Santiago.[cita requerida]

## Historia

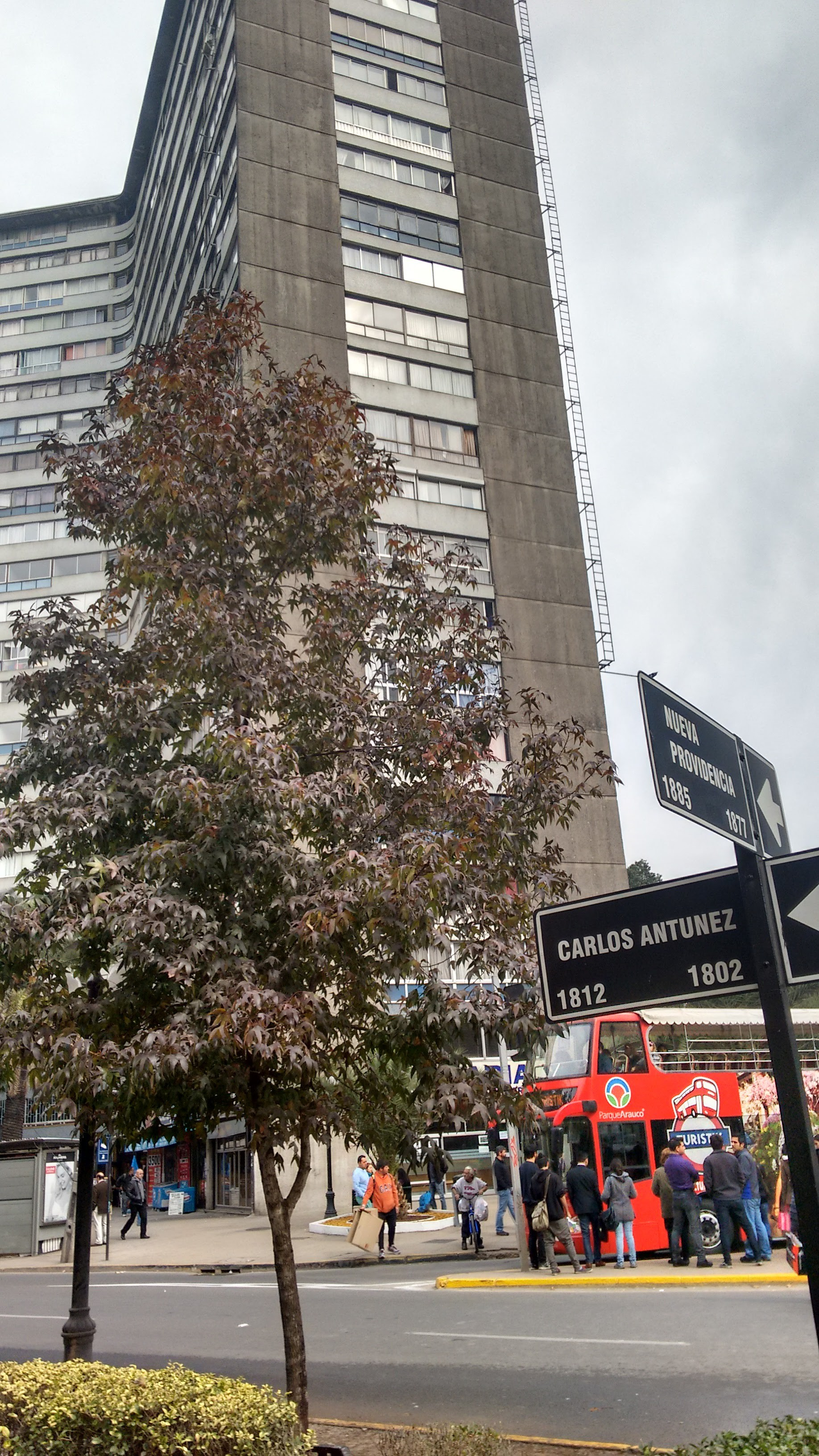
Foto Panorámica Torre I Carlos Antúnez

El concepto de política habitacional, entendiendo esta como una iniciativa por parte del Estado, que involucra actores privados o públicos, o también en conjunto, comenzó con la primera iniciativa que estuvo a cargo de la Ley Habitacional de 1906, la cual es el punto de partida para la creación de un sistema que entregue garantías o soluciones habitacionales. Así es como a lo largo del siglo XX, se establecen ciertos criterios que van transformando las miradas del quehacer público y sobre todo por el problema de las viviendas. Transcurrido el tiempo se crearían corporaciones ligadas a la construcción de la vivienda como la Corporación de la Vivienda (Corvi) y el Ministerio de Vivienda y Urbanismo (Minvu).
Así es como las torres nacen por necesidad de establecer un plan habitacional y urbanístico para clase media chilena, por lo que este sector se encontraba dividido en chacras, las cuales pertenecían a la familia Chacón. Familia que posteriormente vendió sus terrenos a la EMPART (Empleados Particulares), quienes tenían la necesidad de establecer viviendas sociales para sus empleados. Estos empleados particulares pertenecían a una clase media profesional y técnica, por ende, la solución habitacional debía estar acorde a las necesidades de estas personas, las cuales pujaban en buscar soluciones, involucrando el planteamiento de crear edificios pensando en las masas de clase media con rentabilidad razonable. Incorporándolos en la planificación del proyecto, que se emplazaba en el centro de la ciudad donde pudieran tener espacios públicos adecuados y trabajo.
Esta obra pertenece a Carlos Barella e Isaac Eskenazi, arquitectos que promovieron la modernidad en la ciudad de Santiago, puesto que el centro buscaba ser la cuna del progreso arquitectónico de aquella época. Por lo tanto, el proyecto supone una radicalidad para aquellos años, ya que la construcción hacia arriba no estaba concebida en los planes habitacionales para el Ministerio de Vivienda y Urbanismo (MINVU). Por ende, esta buscaba ser una villa ideal de acuerdo a los cánones establecidos por la modernidad de los años 50 y 60, cánones vinculados al movimiento urbanístico de edificación hacia arriba. Esta relación arquitectura e institución se desarrolla en el sentido de una “deseabilidad cultural y racionalidad político- instrumental, que son elementos centrales que subyacen en la modelación arquitectónico-urbanística de los medios residenciales creados por la Corvi”, por lo tanto la institución crea cierto paradigma en cuanto a la creación arquitectónica. Este desarrollo deriva gradualmente en una doctrina de una dignidad habitacional, la política ya no es solo llegar y construir viviendas sino que establece un sentido de derechos, aunque esta idea esta ligada principalmente al sujeto poblacional también puede estar cercana al sector medio, o a través de las Empart, ya que estas al entregar las viviendas tenían un sentido social. Así es como la urbanización comenzaba a apoderarse de distintos sectores de Santiago, por lo tanto, las construcciones ya no eran solamente satisfacer una necesidad del sujeto sino que también debía buscar la conexión entre el espacio en el cual habita y su modo de habitar. También intenta establecer el criterio de política pública para la clase media en los años 60, si es que existió alguna motivación o idea en torno a este grupo social, la configuración y el trato político que se le daba, especialmente bajo el gobierno demócrata cristiano de Eduardo Frei Montalva.
Este punto es fundamental ya que se establece como el modernismo marca pauta incluso a través de las instituciones públicas de aquellos años, las cuales buscaban la ayuda de la construcción en altura una idea de progreso y también de racionalización del espacio.

## Descripción
El diseño comenzó en el año 1953 y finalizó en 1956. La construcción de estas Torres estuvo a cargo de la empresa constructora Neut Latour, quienes se tardaron 8 años en la construcción de estos edificios (1957- 1968). Cada torre tiene 24 pisos, y en cada piso existen tres tipos de departamentos. El primero de ellos es de 69.17 m², el segundo de 83.37 m² y finalmente el más grande mide 113.85 m². En total el número de viviendas es de 660, por ende, son 330 departamentos por cada torre. La capacidad de habitantes por cada torre es de 1220 personas. Las torres tienen un equipamiento de una sala de reuniones, sala de extracciones, sala de máquinas, sala de bombas, estanque de agua, 4 ascensores, estacionamiento, bodega y locales comerciales. Estos locales comerciales se encuentran en el exterior de las Torres y donde también hay plazas de recreación, en este sector existen 76 locales comerciales. 

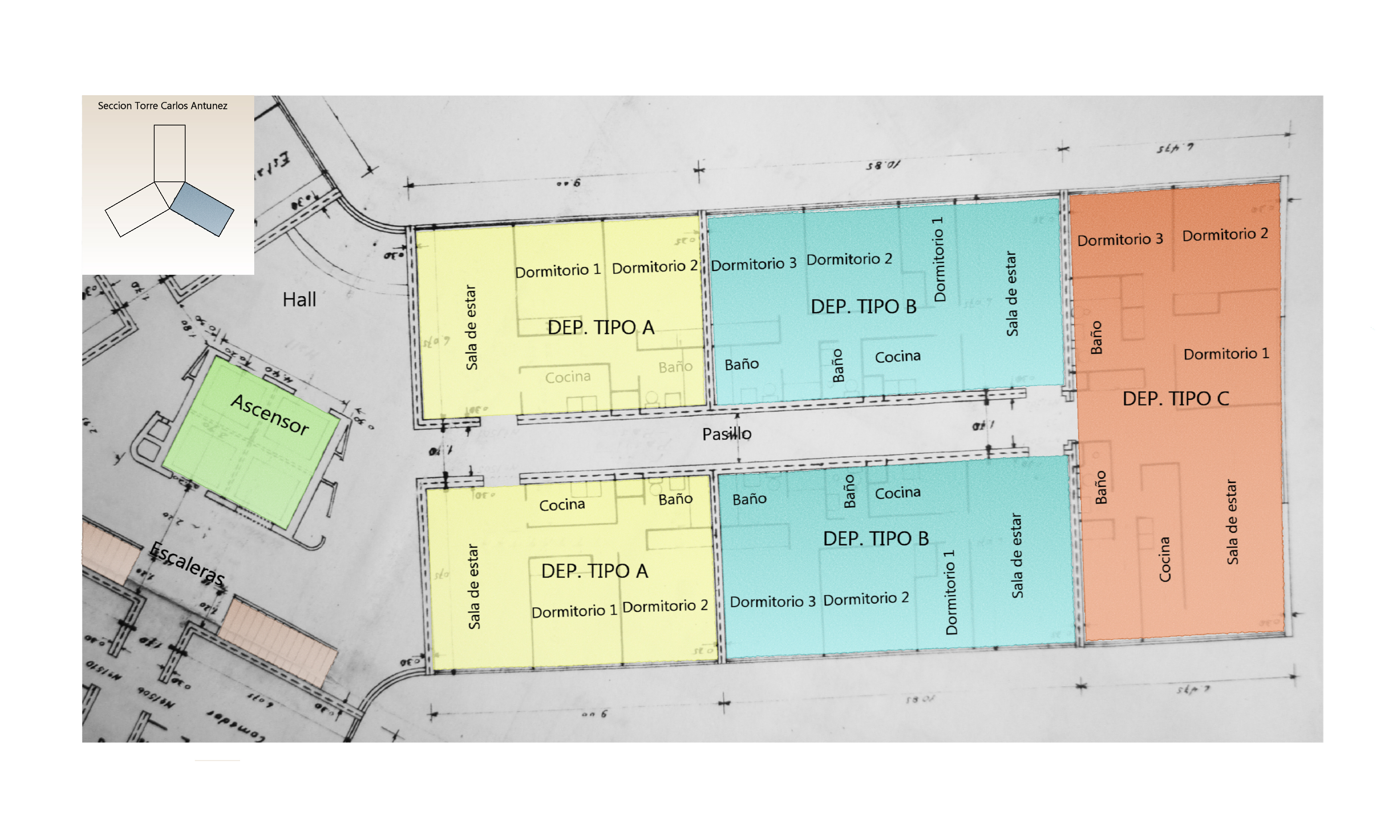
Tipología de departamentos

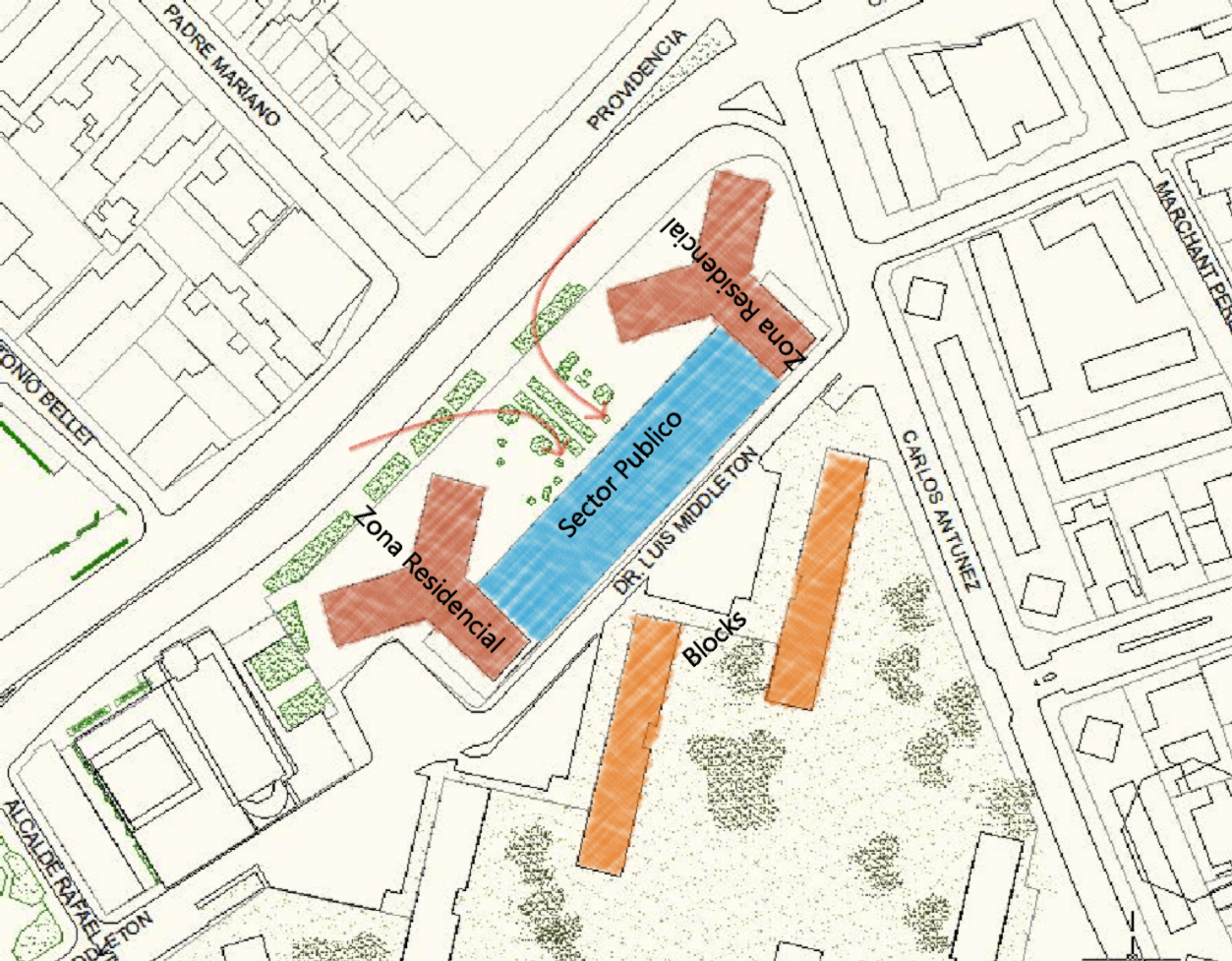
Sector público y residencial

## Datos estructurales
Cada una de las torres mide 44.8 metros de altura, lo que las convierte en la década de los 60 las torres más altas del país. La superficie total del lote es de 11.160 m² y la superficie construida es de 40.294 m² por torre. La superficie de circulación es de 4752 m² por torre. La superficie de los locales comerciales es de 3383,37 m² y finalmente la superficie de los estacionamientos es de 6.839,29 m².

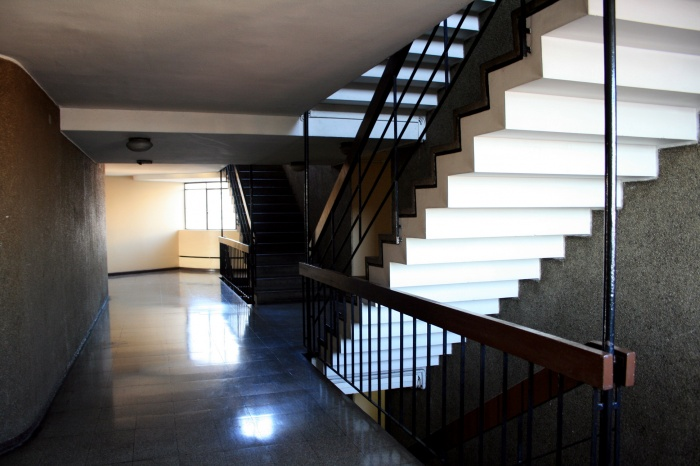
Vista panorámica desde el tercer piso

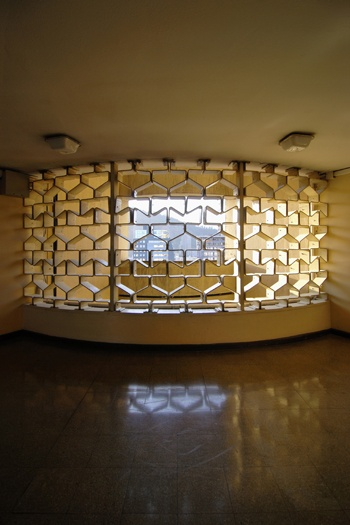
Interior de una de las torres

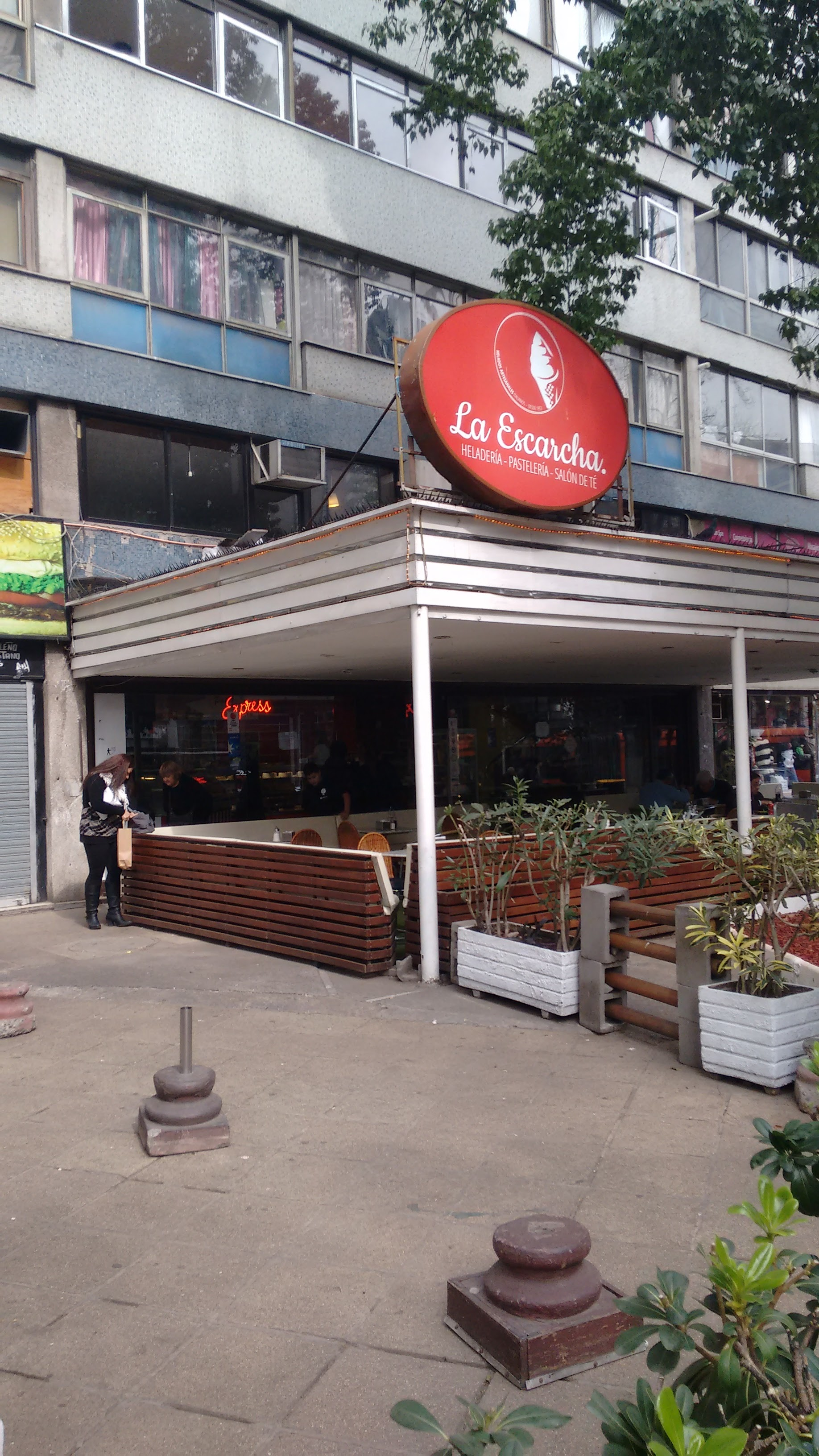
Vista exterior del local comercial La Escarcha

## Interior
Al interior de las torres nos encontramos con un clásico edificio construido en la década de los 60, a pesar de lo transgresor de su diseño para esa época, el interior es un espacio de poca luminosidad. La planta inferior tiene las mismas características, aunque en determinados momentos del día el sol aparece por el pórtico. Aunque se entiende que el aspecto relevante es la modernización arquitectónica, influencia que afecta no solo en la estética urbana de la ciudad sino que también choca con el quehacer del ciudadano, establece una nueva relación con el espacio y, por ende, cambia algunos aspectos sociales y mundanos. Por lo que el interior es relevante en el proyecto, aunque no tanto como el exterior. Otro aspecto es la circulación del aire, el cual es óptimo para una persona, también se encuentran los materiales dentro del edificio que son variados: madera, vidrio, cerámica, etc. 

## Exterior
El exterior se caracteriza por su vinculación con jardines, plazas, grandes avenidas y monumentos. Esto propicia la detención de los transeúntes y, por ende, un lugar de encuentro para toda la comunidad. El modelo de ciudad que supone la década de los 60 y 70 está ligado a los preceptos de modernidad que se expresaban a través de distintos campos ya sea política, arquitectura, costumbres, etc. En la actualidad se ofrecen muchos más espacios de recreación y también de conexión, ya que las torres se encuentran cercanas a varios paraderos del Transantiago como también al costado de la Estación del Metro Pedro de Valdivia. Y finalmente se encuentra un espacio exterior menos público, un patio trasero que se emplaza en la calle Luis Midleton, donde los vecinos generan comunidad de manera más privada.

## Controversias
En la última década, las Torres Carlos Antúnez ha estado en diversas polémicas relacionadas con la supuesta pobreza encubierta que existe en estos edificios. El 11 de abril de 2014 sale un reportaje de Televisión Nacional de Chile, donde a través de problemas sanitarios que tuvieron a sus moradores bebiendo agua contaminada surge una pobreza encubierta que pone en alerta a las autoridades de la Municipalidad de Providencia. Así es como también en el año 2014, otro reportaje a través de The Clinic, en el cual entrevistan a personas que se encuentran en la línea de la pobreza, y que en definitiva da a entender como estas torres pasaron desapercibidas durante años en la comuna, y pasaron a ser un gueto vertical.